# Kawaniši E7K
Kawaniši E7K byl japonský trojmístný průzkumný plovákový letoun z 30. let 20. století používaný japonským císařským námořnictvem. Jeho kódové označení, užívané Spojenci, znělo Alf.

## Projekt a vývoj

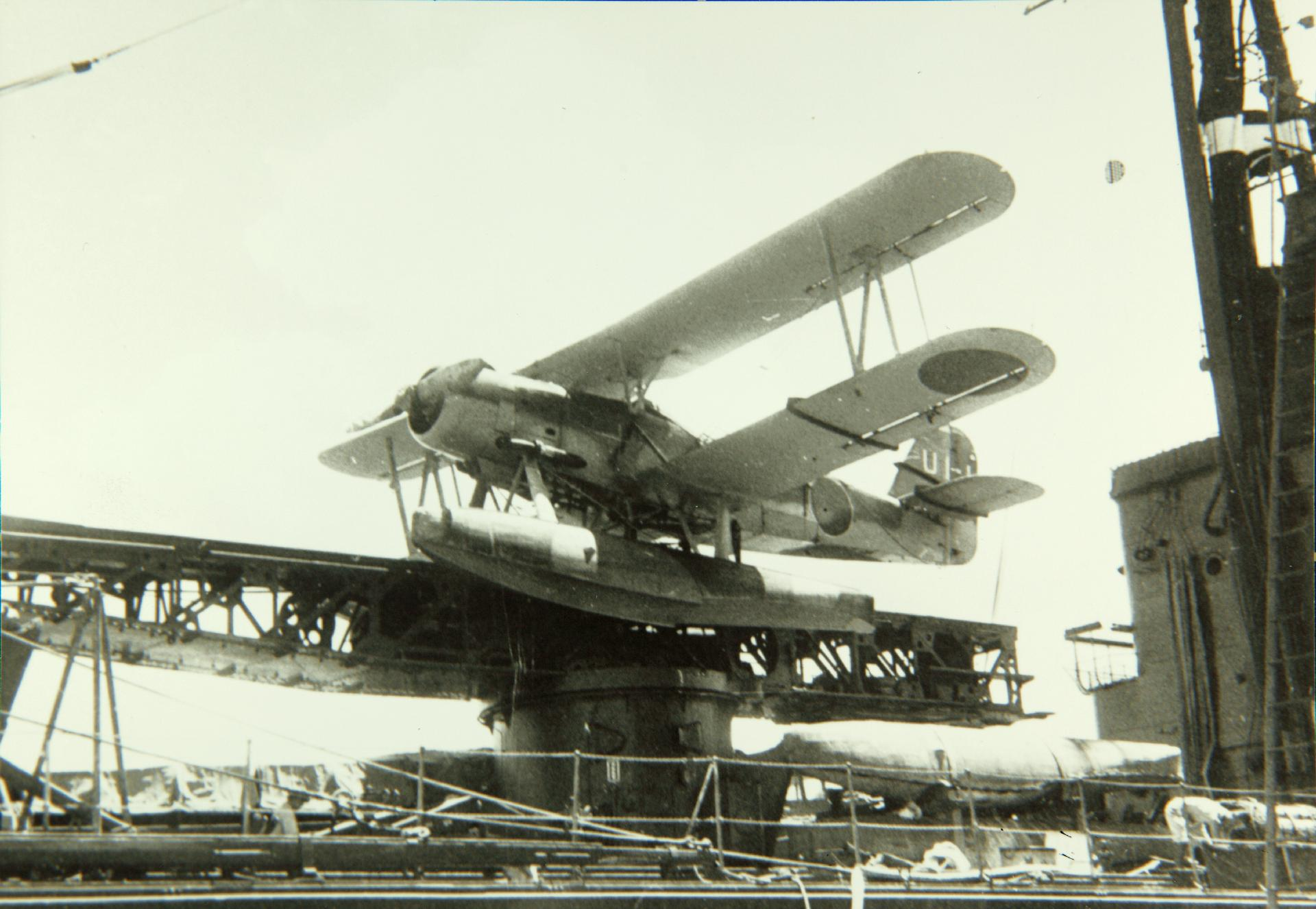
Kawaniši E7K

V roce 1932 zaúkolovalo japonské námořnictvo firmu Kawaniši, aby navrhla náhradu za svůj průzkumný letoun Kawaniši E5K. Výsledný projekt, pojmenovaný E7K1, byl dvouplošník poháněný 462kW kapalinou chlazeným motorem s válci do W Hiro typ 91 W-12. První letoun tohoto typu vzlétl 6. února 1933 a o tři měsíce později byl předán námořnictvu k provedení zkoušek. Úspěšně porazil svého konkurenta Aiči AB-6, ale objednávku na sériovou výrobu firma Kawaniši obdržela až v květnu 1934. Byl zaveden do služby pod označením průzkumný hydroplán typu 94 (九四式水上偵察機). Stal se oblíbeným letounem, avšak jeho motor se projevil jako nespolehlivý. Při pozdější výrobě E7K1 byl nahrazen výkonnější verzí motoru Hiro typu 91, přesto se nepodařilo vyřešit problém se spolehlivostí. V roce 1938 vyvinula společnost Kawaniši verzi E7K2 se zapracovaným hvězdicovým motorem Micubiši Zuisei 11. Prototyp vzlétl v srpnu téhož roku.

## Nasazení
Kawaniši E7K bylo ve velké míře využíváno japonským císařským námořnictvem od roku 1935 do začátku války v Tichomoří, kdy byla verze E7K1 stažena do druhé linie. Verze E7K2 sloužila na frontové linii až do roku 1943. Obě verze byly ke konci války používány pro útoky kamikaze.[zdroj⁠?!]

## Varianty
- E7K1 – sériová verze s řadovým motorem Hiro typ 91, postaveno 183 kusů
- E7K2 – sériová verze s hvězdicovým motorem Micubiši Zuisei 11, postaveno okolo 350 kusů

## Specifikace (E7K1)

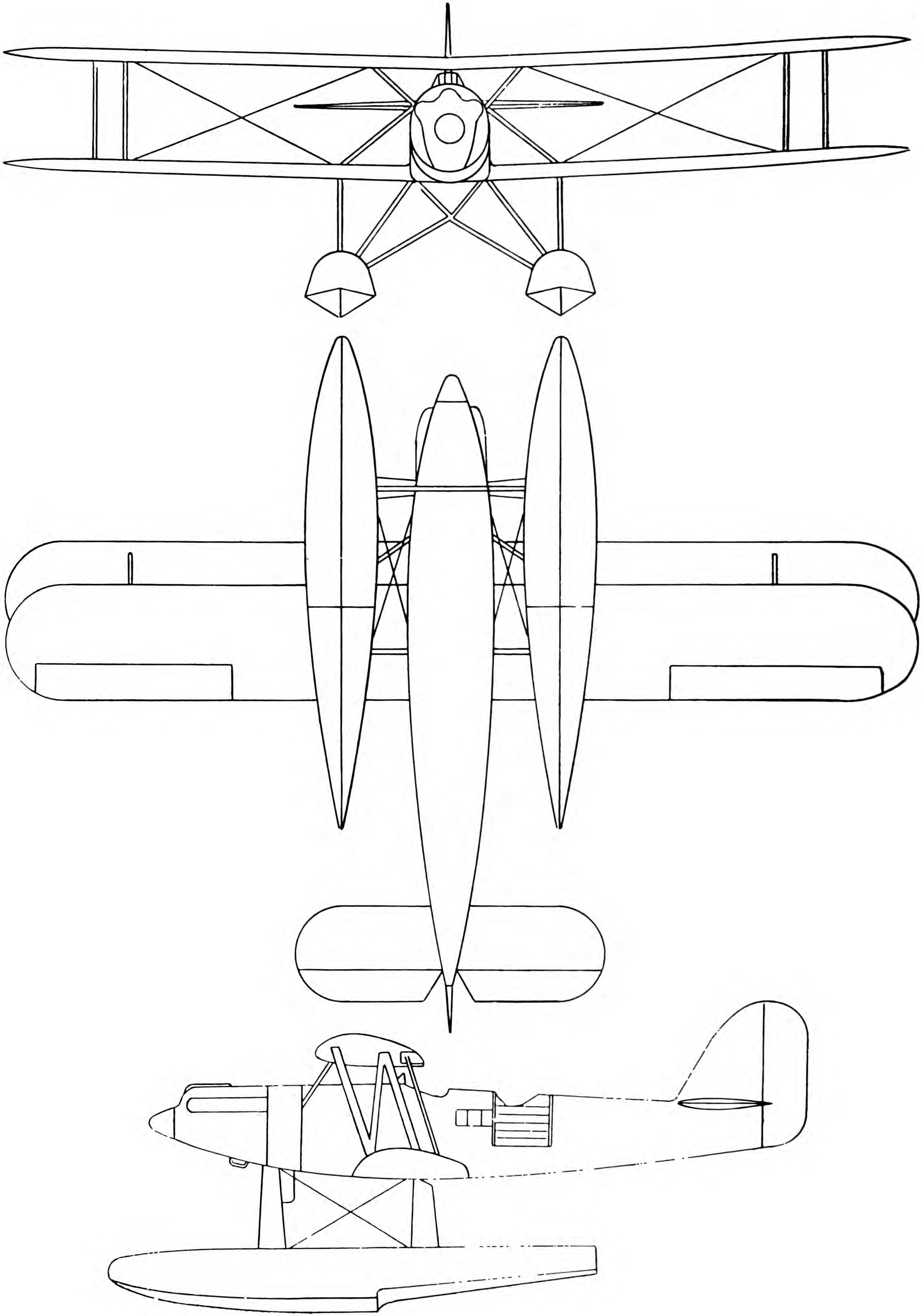
Třípohledový nákres E7K

### Technické údaje
- Osádka: 3
- Rozpětí: 14,00 m
- Délka: 10,410 m
- Výška: 4,810 m
- Plocha křídel: 43,60 m²
- Plošné zatížení: 68,80 kg/m²
- Hmotnost prázdného letounu: 1970 kg
- Maximální vzletová hmotnost: 3500 kg
- Pohonná jednotka: 1 × dvanáctiválec do W Hiro typ 91

### Výkony
- Maximální rychlost v 2000 m: 259 km/h
- Cestovní rychlost v 1000 m: 167 km/h
- Čas výstupu do 3000 m: 10,75 min
- Operační dostup: 6600 m
- Dolet: 2000 km

### Výzbroj
- 1 × sychronizovaný kulomet typ 97 ráže 7,7 mm
- 2 × pohyblivý kulomet typ 92 ráže 7,7 mm
- 120 kg pum